# Mihályfa
Mihályfa község Zala vármegyében, a Zalaszentgróti járásban található.

## Fekvése
A vármegye északkeleti részén, Zalaszentgrót és Sümeg között található.

### Megközelítése
A település a Sümegtől Szalapán és Zalabéren át Zalaegerszegig vezető 7328-as út mentén fekszik, Sümegtől mintegy 7 kilométerre. Központjából ágazik ki déli irányban a 73 166-os út Óhíd község felé, a falutól keletre pedig a 73 165-ös északnak, Kisvásárhely központjába.

## Története
A település neve 1340-ben bukkant fel oklevelekben Mihalfalwa néven. Egy 1382-ben a zalavári konvent előtt kötött birtokeladási szerződés latin szövegében található Mihalfalwa neve ismét. A község több, a középkor folyamán elpusztult település területét olvasztotta magába.
Legendás népi hagyományként él még ma is, hogy a községtől keletre egy kisebb falu állott, melynek neve Misefa.
Az Erzsébet malom környékén szintén falu volt. A tatárok pusztítása után egy okos Mihály nevű birtokos a két kis falu lakóit arra kérte, hogy a felperzselt faluk között építsenek egy új falut. A nép hálából ezt a falut Mihályfalvának nevezte el. Ezt a legendát írásos emlékek és ásatások is igazolják. Így az Erzsébeti dűlő területén volt Szenterzsébetfalu, melyet a 16. század közepén a török felégetett. Tótvár major mellett volt a hajdani Szentmárton község és a Bécsi mező Újbécs falu maradványait őrzi.
Az elsődleges Myhalfalwa névváltozatot a Mihály személynévnek és a birtokos személyraggal ellátott falu főnévnek az összetétele. Az utótag idővel rövidült, így lett Mihályfa.
- 1340 Myhalfalwa
- 1870 Sümegmihályfa
- 1900 Zalamihályfa
- 1909 Mihályfa

A települést a török korszak után több nemesi származású család lakta, azonban a legjelentősebb a forintosházi Forintos család volt. Forintosházi Forintos Gábor (1723-1782), királyi tanácsos, Zala vármegye első alispánja, táblabíró,  jogász, mihályfai birtokos volt. Egyik unokája, Forintos György (1792–1857), alszolgabíró, a Deák-párt ellenzékének a vezére volt, és a közös teherviselést ellenezte a reformkorban. Forintos Gábor alispán egy másik leszármazottja, forintosházi dr. Forintos Géza (1868-1954), minisztériumi tanácsos, a vármegyei törvényhatósági bizottságnak a tagja, jogász, szintén mihályfai birtokos volt, majd idős korára a kitelepítést szenvedte a kommunizmus bejövetelekor.

## Közélete

### Polgármesterei
- 1990–1994: Rőti József (FKgP)[3]
- 1994–1998: Rőti József (független)[4]
- 1998–2002: Rőti József (független)[5]
- 2002–2006: Keresztesné Tóth Éva Mária (független)[6]
- 2006–2010: Keresztesné Tóth Éva Mária (független)[7]
- 2010–2014: Sélley Géza (független)[8]
- 2014–2019: Sélley Géza (független)[9]
- 2019–2024: Sélley Géza (független)[10]
- 2024– : Sélley Géza (független)[1]

## Népesség
A település népességének változása:
| Lakosok száma | 368  | 366  | 352  | 295  | 333  | 339  | 351  |
|               | 2013 | 2014 | 2015 | 2021 | 2022 | 2023 | 2024 |

A 2011-es népszámlálás idején a nemzetiségi megoszlás a következő volt: magyar 98,6%, német 1,17%. A lakosok 88,2%-a római katolikusnak, 2,6% reformátusnak, 2,9% felekezeten kívülinek vallotta magát (5,4% nem nyilatkozott).
2022-ben a lakosság 91%-a vallotta magát magyarnak, 2,7% németnek, 1,8% cigánynak, 0,3% ukránnak, 1,5% egyéb, nem hazai nemzetiségűnek (8,1% nem nyilatkozott; a kettős identitások miatt a végösszeg nagyobb lehet 100%-nál). Vallásuk szerint 58,3% volt római katolikus, 1,5% református, 0,6% evangélikus, 1,8% egyéb katolikus, 4,8% felekezeten kívüli (33% nem válaszolt).

## Nevezetességei
- Kisboldogasszony-templom
- Régi Forintos-kúria
- Turul-szobor[13]

## Ismert személyek
- Itt töltötte gyerekkorát Matatek Judit látássérült színművész.